# Giuseppe Zucchi
Giuseppe Carlo Zucchi (1721 – 1805) fue un artista del grabado en madera italiano.
Zucchi nació en Venecia.Fue el hermano mayor del pintor Antonio Zucchi. Estudió en Venecia con Francesco Zugno. Empezó trabajar como un ayudante a su padre, quién trabajó como un grabador en madera, pero no firmó piezas hasta después de la muerte de su padre en 1764. En 1766,  viajó a Londres con su hermano Antonio, y produjo cuatro platos grabados para el segundo y tercer volumen de Trabajos en Arquitectura por Robert y James Adam. Regresando a Italia en 1779, empezó a trabajar como profesor en el Accademia di Belle Arti di Roma. Sus escrituras incluyen Memorie cronologiche della famiglia (1786) y Memorie istoriche di Maria Angelica Kauffmann Zucchi (1788). Estos fueron utilizados por Giovanni Giacomo De' Rossi como fuentes para su biografía Angelica Kauffmann, pero no se tiene conocimiento de que ninguno de estos manuscritos haya sobrevivido. Murió en Venecia en 1805, a la edad de 83-84 años.